# David Grossman (professeur de droit)
Pour les articles homonymes, voir David Grossman et Grossman.
David Grossman est un professeur de droit à Harvard qui en parallèle dirige le Harvard Legal Aide Bureau (HLAB) qui aide les plus démunis face aux banques dans les environs de Boston.